# Советский военный мемориал в Панкове
Советский военный мемориал в Панкове (официально Кладбище-памятник воинам Советской армии в народном парке Шёнхольцер-Хайде, нем. Sowjetische Ehrenmal in der Schönholzer Heide) — крупнейший мемориальный комплекс памяти воинов Красной Армии, павших во время штурма Берлина в апреле—мае 1945 года. Находится в народном парке Шёнхольцер-Хайде (нем. Schönholzer Heide) в районе Нидершёнхаузен в берлинском округе Панков. Один из трёх главных советских военных мемориалов в Берлине (вместе с мемориалами в Трептов-парке и Тиргартене).

## История
Мемориал был возведён в мае 1947 — ноябре 1949 годов группой советских архитекторов в составе К. А. Соловьёва, М. Белавенцева, В. Д. Королёва. Скульптор И. Г. Першудчев.
На территории мемориала захоронены останки 13 200 советских воинов, из общего числа 80 000 павших при штурме Берлина. Известны имена 3180 из них. В центре мемориала сиенитовый обелиск высотой 33,5 метра. Вокруг установлены 100 бронзовых досок с именами павших и 8 полей захоронений, в каждом из которых похоронено 1182 человека. В траурном зале под обелиском находятся захоронения двух офицеров в звании полковников. Перед обелиском статуя «Родина-мать», к которой возлагаются венки во время церемоний. На цоколе статуи, выполненном из чёрного порфира, 42 бронзовых таблички с именами павших офицеров. Общая площадь мемориала составляет около 30 тыс. м². Захоронения продолжались до самого открытия мемориала (из госпиталей).
Из-за общей изношенности памятника в 2011—2013 годах проведена его полная реставрация.

## Галерея

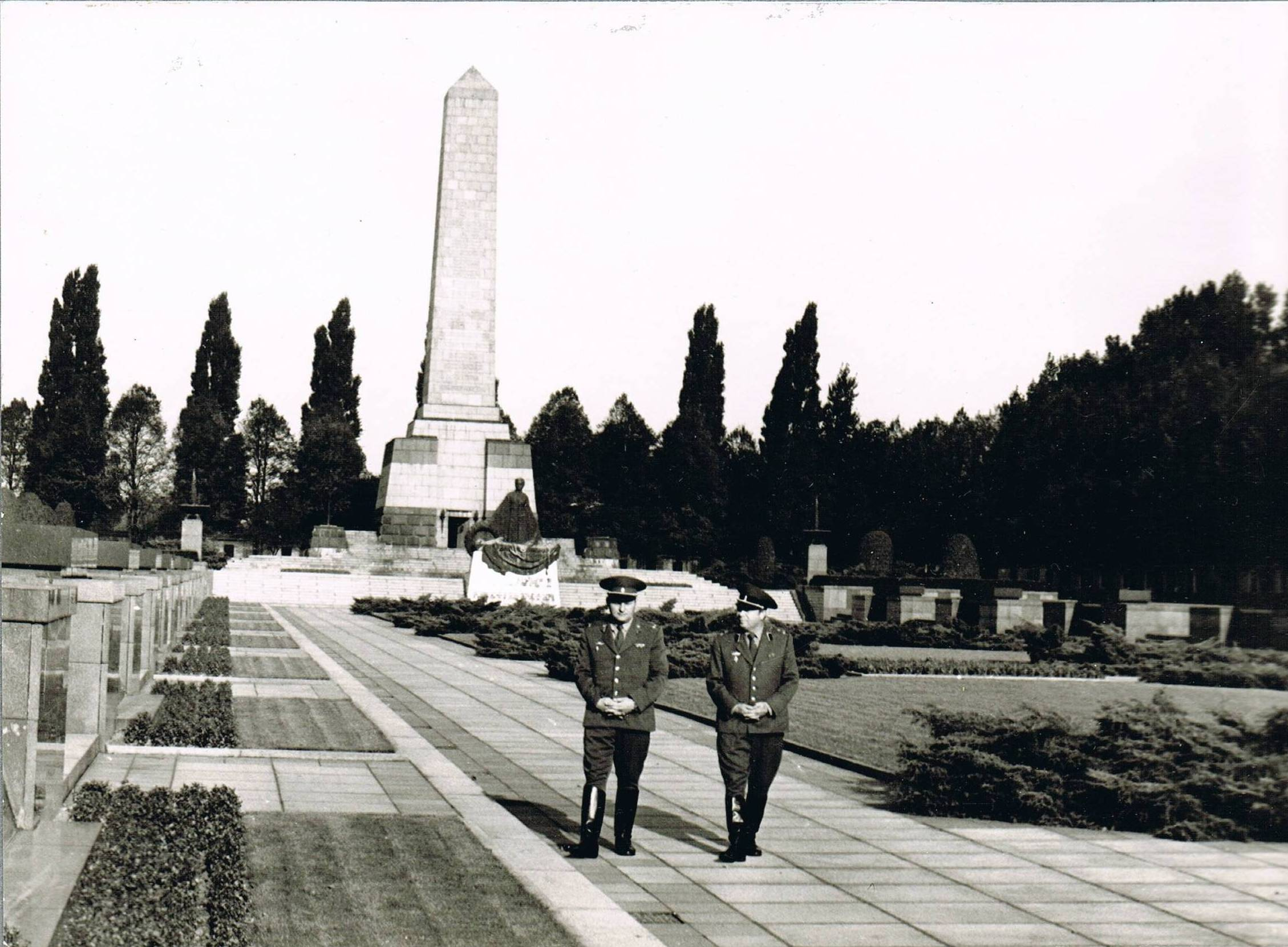
Советский военный мемориал в Панкове, 1982 год
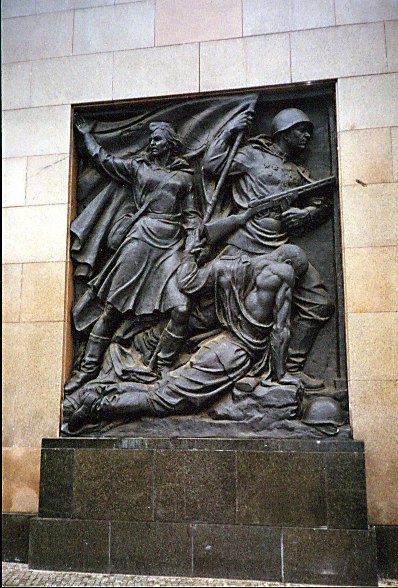
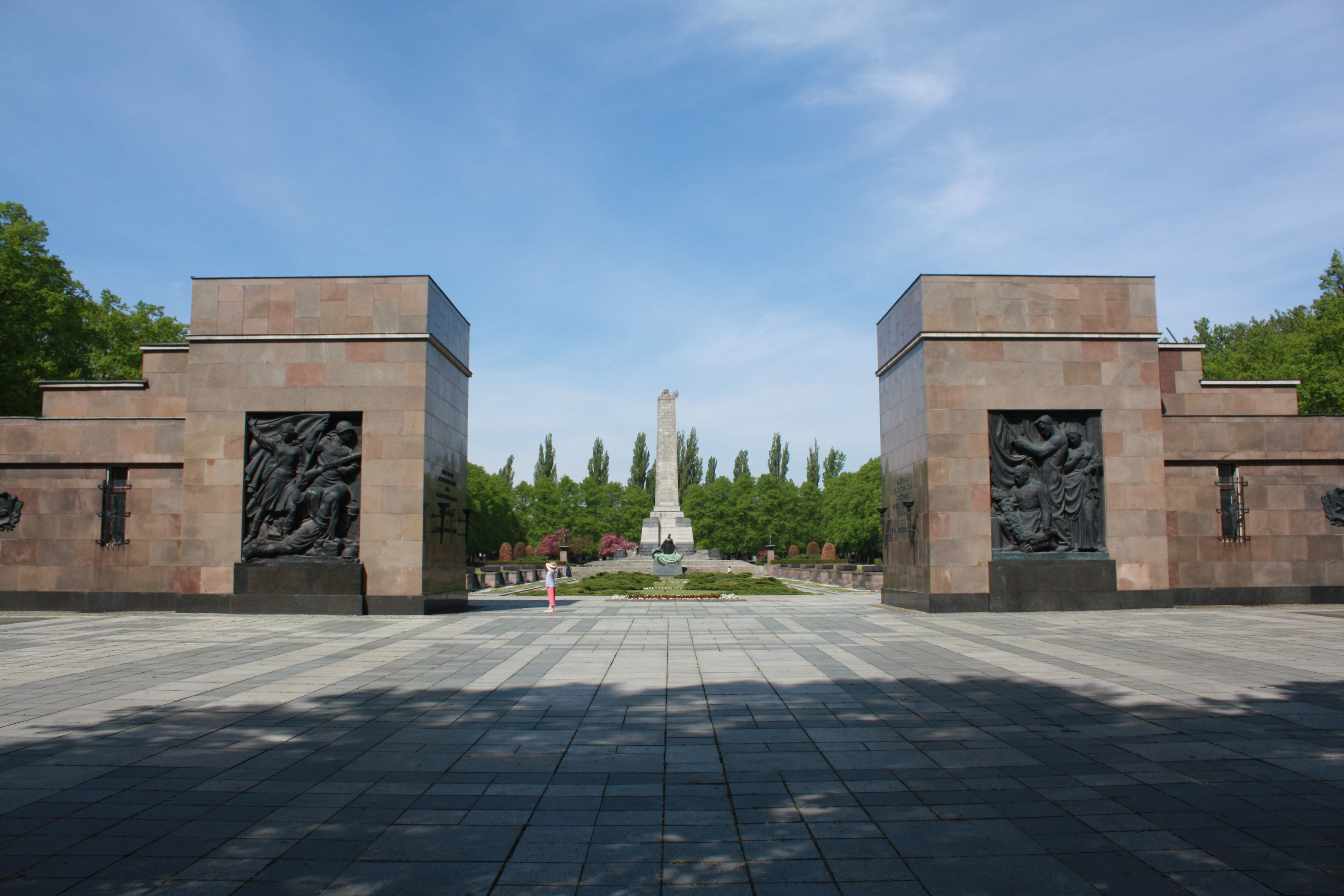
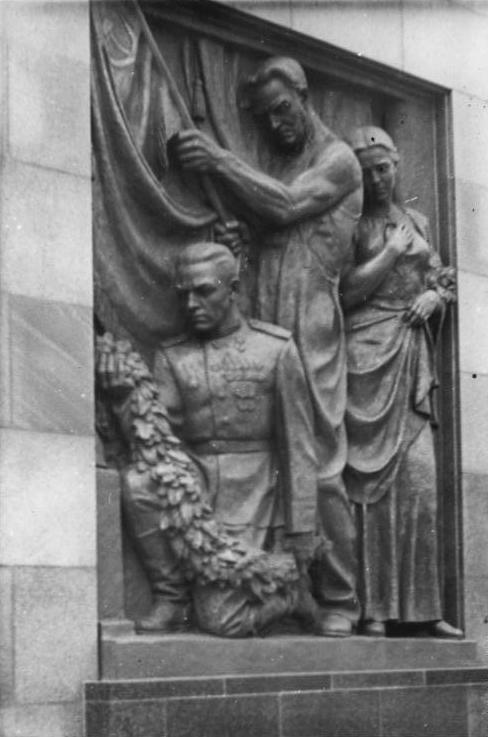
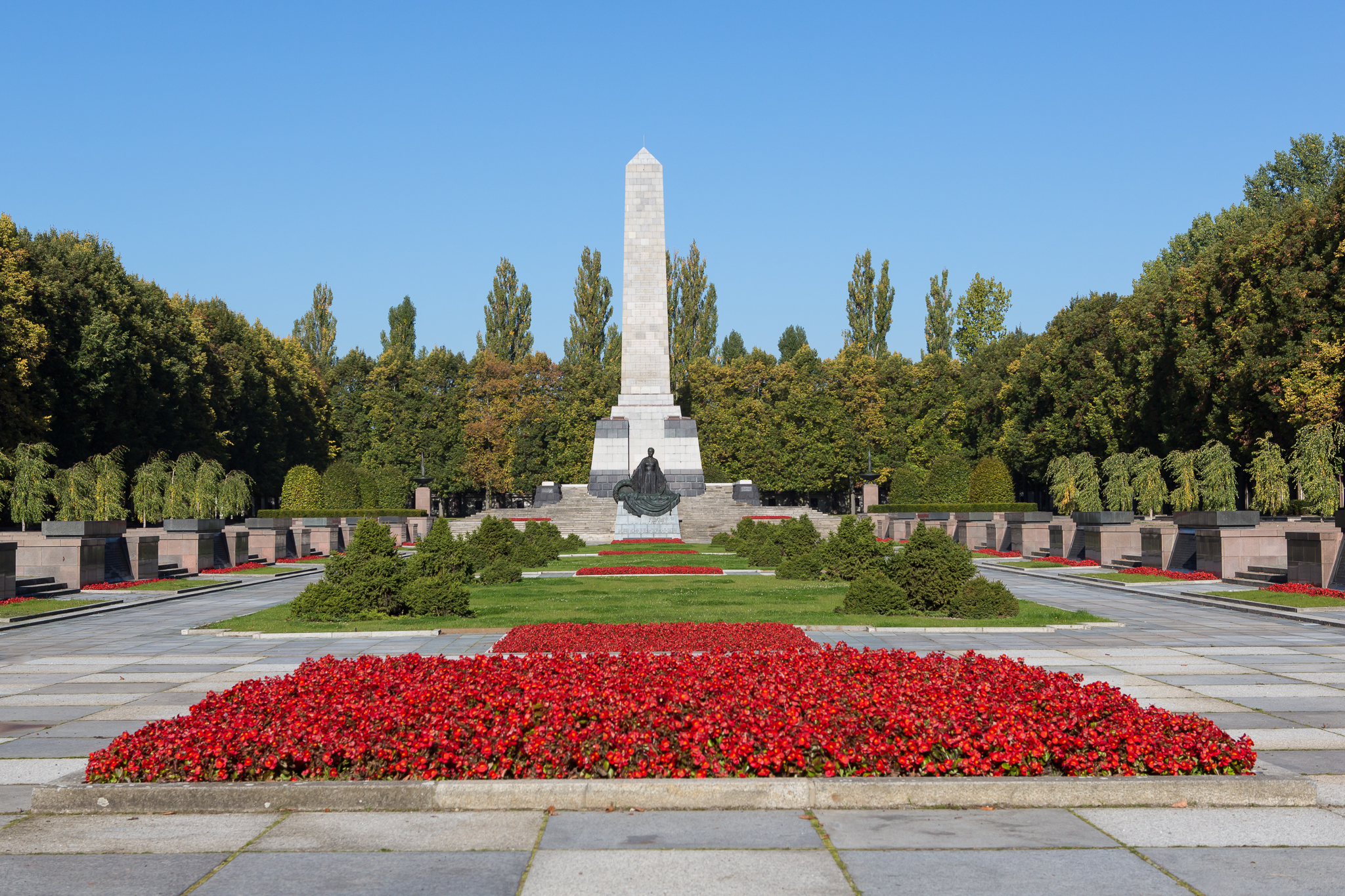
Мемориал в 2015 году